# Herminia curvilinea
Herminia curvilinea är en fjärilsart som beskrevs av Alfred Ernest Wileman och South 1917. Herminia curvilinea ingår i släktet Herminia och familjen nattflyn. Inga underarter finns listade i Catalogue of Life.